# Élections législatives portugaises de 1987
Les élections législatives portugaises de 1987 (en portugais : Eleições legislativas portuguesas de 1987) se sont tenues le 19 juillet 1987 afin d'élire les 250 députés de la cinquième législature de l'Assemblée de la République pour un mandat de quatre ans.
Le scrutin est remporté à la majorité absolue par le Parti social-démocrate (PPD/PSD).

## Contexte
Depuis la « révolution des Œillets » du 25 avril 1974, le Portugal connaît une forte instabilité politique puisque trois élections législatives anticipées ont été convoquées, aucun gouvernement n'est allé au terme de son mandat de quatre ans et dix cabinets se sont succédé au pouvoir.
Ainsi, les élections législatives anticipées du 6 octobre 1985 sont convoquées à la suite de la rupture de la « grande coalition » entre le Parti socialiste (PS) et le Parti social-démocrate (PPD/PSD) en place depuis à peine deux ans. Ce scrutin voit le PPD/PSD l'emporter avec une majorité relative de 88 députés sur 250 et 30 % des voix. Il est suivi du PS, qui s'était choisi un nouveau chef de file après le renoncement de son dirigeant historique et fondateur Mário Soares, et qui se contente de 21 % des suffrages et 57 parlementaires. Les socialistes sont en effet talonnés par le nouveau Parti rénovateur démocratique (PRD), constitué des soutiens du président de la République António Ramalho Eanes, qui recueille 18 % des bulletins de vote, soit 45 mandats à l'Assemblée de la République pour sa première participation électorale. En conséquence, l'Alliance du peuple uni (APU) formée autour du Parti communiste portugais (PCP) rétrograde en quatrième place avec un résultat de 38 élus et 16 % des voix. Elle devance toutefois le Parti du centre démocratique et social (CDS), qui obtient 10 % des suffrages et 22 députés.
Le président du Parti social-démocrate et ancien ministre des Finances Aníbal Cavaco Silva est donc désigné Premier ministre par le chef de l'État et gouverne en minorité grâce au soutien sans participation du PRD et du CDS.
Le 15 décembre, le pouvoir de Cavaco Silva se trouve conforté par les élections locales qui voient le PPD/PSD prendre le pouvoir dans 149 villes sur 305, soit 70 de plus que le PS. Cinq semaines plus tard se tient l'élection présidentielle à laquelle le général Eanes, déjà élu deux fois, ne peut postuler. Alors que la gauche se divise entre Mário Soares, candidat du PS, et le dissident socialiste Salgado Zenha, investi par le PRD et le PCP, le centre droit s'unit autour de la candidature de Diogo Freitas do Amaral, fondateur du CDS et ancien Vice-Premier ministre. Au second tour, Soares s'impose avec 51,2 % des suffrages exprimés, alors qu'Amaral comptait 21 points d'avance au premier tour.
Usant du prétexte d'un incident diplomatique mineur, le Parti rénovateur démocratique désormais présidé par António Ramalho Eanes propose une motion de censure qui obtient le soutien du PS et de l'APU. Le gouvernement est renversé mais Cavaco obtient de Soares qu'il prononce la dissolution du Parlement et la convocation d'élections législatives anticipées.

## Mode de scrutin
Le mode de scrutin retenu, fixé par la loi électorale du 15 novembre 1974, prévoit l'élection des députés au scrutin proportionnel suivant la méthode d'Hondt, connue pour avantager les partis arrivés en tête.
La loi électorale, conformément aux dispositions constitutionnelles, établit le nombre de députés à 250, le maximum autorisé. Les députés sont élus dans 22 circonscriptions électorales, à savoir les 18 districts du Portugal, les Açores, Madère, l'Europe, et le reste du monde.

## Principaux partis et chefs de file
| Parti | Parti                                                                       | Idéologie                                                | Chef de file                         | Résultats en 1985          |
| ----- | --------------------------------------------------------------------------- | -------------------------------------------------------- | ------------------------------------ | -------------------------- |
|       | Parti social-démocrate Partido Social Democrata                             | Centre droit Libéralisme                                 | Aníbal Cavaco Silva Premier ministre | 29,9 % des voix 88 députés |
|       | Parti socialiste Partido Socialista                                         | Centre gauche Social-démocratie, socialisme démocratique | Vítor Constâncio                     | 20,8 % des voix 57 députés |
|       | Parti rénovateur démocratique Partido Renovador Democrático                 | Centre Social-libéralisme                                | António Ramalho Eanes                | 17,9 % des voix 45 députés |
|       | Coalition démocratique unitaire Coligação Democrática Unitária              | Gauche Communisme, écologie                              | Álvaro Cunhal                        | 15,5 % des voix 38 députés |
|       | Parti du centre démocratique et social Partido do Centro Democrático Social | Centre droit Démocratie chrétienne, libéralisme          | Adriano Moreira                      | 10,0 % des voix 22 députés |

## Résultats

### Scores
|                        |                                                    |           |       |       |        |               |  |  |  |  |  |  |  |  |
| Partis                 | Partis                                             | Voix      | %     | +/-   | Sièges | +/-           |  |  |  |  |  |  |  |  |
|                        | Parti social-démocrate (PPD/PSD)                   | 2 850 784 | 51,34 | 20,70 | 148    | 60            |  |  |  |  |  |  |  |  |
|                        | Parti socialiste (PS)                              | 1 262 506 | 22,74 | 1,44  | 60     | 3             |  |  |  |  |  |  |  |  |
|                        | Coalition démocratique unitaire (CDU)              | 689 137   | 12,41 | 3,48  | 31     | 7             |  |  |  |  |  |  |  |  |
|                        | Parti rénovateur démocratique (PRD)                | 278 561   | 5,02  | 13,36 | 7      | 38            |  |  |  |  |  |  |  |  |
|                        | Parti du centre démocratique et social (CDS)       | 251 987   | 4,54  | 5,68  | 4      | 18            |  |  |  |  |  |  |  |  |
|                        | Union démocratique populaire (UDP)                 | 50 717    | 0,91  | 0,39  | 0      | en stagnation |  |  |  |  |  |  |  |  |
|                        | Parti socialiste révolutionnaire (PSR)             | 32 977    | 0,59  | 0,03  | 0      | en stagnation |  |  |  |  |  |  |  |  |
|                        | Mouvement démocratique portugais (MDP)             | 32 607    | 0,59  | N/A   | 0      | en stagnation |  |  |  |  |  |  |  |  |
|                        | Parti démocrate-chrétien (PDC)                     | 31 667    | 0,57  | 0,17  | 0      | en stagnation |  |  |  |  |  |  |  |  |
|                        | Parti populaire monarchiste (PPM)                  | 23 218    | 0,42  | Abs.  | 0      | en stagnation |  |  |  |  |  |  |  |  |
|                        | Parti communiste des travailleurs portugais (PCTP) | 20 800    | 0,37  | 0,02  | 0      | en stagnation |  |  |  |  |  |  |  |  |
|                        | Parti communiste (Reconstruit) (PC(R))             | 18 544    | 0,33  | 0,10  | 0      | en stagnation |  |  |  |  |  |  |  |  |
|                        | Parti ouvrier d'unité socialiste (POUS)            | 9 185     | 0,16  | 0,18  | 0      | en stagnation |  |  |  |  |  |  |  |  |
|                        |                                                    |           |       |       |        |               |  |  |  |  |  |  |  |  |
| Suffrages exprimés     | Suffrages exprimés                                 | 5 552 690 | 97,82 |       |        |               |  |  |  |  |  |  |  |  |
| Votes blancs et nuls   | Votes blancs et nuls                               | 123 668   | 2,18  |       |        |               |  |  |  |  |  |  |  |  |
| Total                  | Total                                              | 5 676 358 | 100   | -     | 250    | en stagnation |  |  |  |  |  |  |  |  |
| Abstentions            | Abstentions                                        | 2 254 310 | 28,43 |       |        |               |  |  |  |  |  |  |  |  |
| Inscrits/Participation | Inscrits/Participation                             | 7 930 668 | 71,57 |       |        |               |  |  |  |  |  |  |  |  |